# 西非历史
西非历史是指西非的歷史，可分为史前时期、铁器时代、殖民时期、後殖民時期。可能至少在距今780,000 年前至126,000年前西非境內就有阿舍利文化。 
公元前2631年，西非就有人掌握了冶炼和锻造工具和武器的技術。到了公元前400年，西非已经与地中海文明建立了联系，西非當時已經向地中海地區出口黄金、棉花、金属和皮革，並且購買地中海地區的铜、马、盐、纺织品、珠子和奴隶。
塞雷尔人在公元前3世纪至公元16世纪期间建造了塞内冈比亚石圈。加纳帝国可能早在公元三世纪就已建立。公元13世纪，马里帝国成立。
桑海帝国崩溃后，西非各地兴起了一些较小的国家。大西洋奴隸貿易开始後，数百名西非奴隸被葡萄牙人帶到葡萄牙。
第二次世界大战后，西非各地兴起了独立运动，其中最著名的是泛非主义者克瓦米·恩克鲁玛领导下的加纳獨立運動。经过多年的抗议、骚乱和冲突，法属西非和英国西非殖民地紛紛獨立。後殖民時代，西非國家也有政治腐败、獨裁統治和军事政变、内战等情況。自2000年代初以来，一些西非國家通過石油和矿产獲得收入，但國內的不平等现象依然存在。